# Rieth (Erfurt)
Rieth, Erfurt-Rieth – dzielnica miasta Erfurt w Niemczech, w kraju związkowym Turyngia. 